# Boom (Bélgica)
Boom (pronunciación en neerlandés, /bo:m/) es un municipio o comuna neerlandófona de Bélgica, situada dentro de la Región Flamenca, en la provincia de Amberes. Tiene una población estimada, a inicios de 2021, de 18 799 habitantes.

## Geografía
Está situado entre Amberes y Bruselas, a pocos kilómetros de Malinas. Se asienta en la rivera del río Rupel, un afluente del río Escalda, y también limita con el Canal Marítimo Bruselas-Escalda. El municipio está bordeado por la autopista A-12.

## Demografía

### Evolución
El siguiente gráfico refleja la evolución demográfica del municipio:
| Gráfica de evolución demográfica de Boom entre 1846 y 2021 |
|                                                            |

## Cultura
Su centro posee numerosos monumentos históricos, fruto de su antiguo pasado.
Está hermanado con la ciudad española de Ayamonte.
Anualmente se celebra en Boom el Tomorrowland, un festival de música electrónica de los más famosos del mundo.